# Kunst in de straat
Kunst in de straat is een cultureel project in Zwijndrecht, provincie Antwerpen, België. Tussen 1991 en 2012 kocht de gemeente Zwijndrecht, in samenwerking met de Cultuurraad, een twintigtal kunstwerken aan voor het project: Kunst in de straat. De werken staan opgesteld in de openbare ruimte en zijn vervaardigd uit onder andere: polyester, brons, hout, blauwe hardsteen, baksteen of cortenstaal.

## De drie raven
De drie raven is een kunstwerk van de hand van Alfons Van Meirvenne. De zwarte raven staan naast elkaar opgesteld en kijken onrustig in het rond. Het werk heeft een grootte van 90 cm × 100 cm × 50 cm en is gemaakt van polyester. Het staat op een pleintje op de hoek van de Zwijndrechtsestraat en de Verbindingstraat. De plaats is symbolische gekozen. De raven, die behoren tot de kraaiachtigen, verwijzen naar het vroegere Kraaienhofkasteel dat enkele honderden jaren geleden in die buurt stond. De laatste overblijfselen van dit kasteel ruimde men rond 1940. Het beeld werd ingehuldigd op 16 juni 1991. 

## Triptiek
Triptiek van Mark Jambers is een kunstwerk bestaande uit drie aparte onderdelen. Het kreeg een plaats op het pleintje tussen de Laarstraat en de Constant Van Goeystraat. De drie gestileerde figuren stellen mensen voor tot het wezenlijke herleid. Vooraan een vlaggendrager, gevolgd door een eenzame gestalte; het derde personage, met wapperende haren in de wind, steekt de handen in de lucht. De voettitel van deze compositie luidt: Optocht zonder racisme. Volgens Jambers is het een oproep naar meer solidariteit en onderlinge verdraagzaamheid. De beschilderde beelden van polyester, zijn 2,85 m hoog en werden ingehuldigd op 14 juni 1992.

## Onder de regen
Het kunstwerk Onder de regen van Tom Frantzen staat aan de Regenbooglaan-Schoolstraat en is ingehuldigd op 16 mei 1993. Voor dit werk stond het dochtertje van de kunstenaar model. Het beeld straalt liefde en bescherming uit. Al spelend geniet het kind ook volop van de natuur. De kunstenaar wil een oproep doen aan het belangrijkste talent van de mens: de kunst om lief te hebben. Door het werk aan de school te plaatsen, wil men de jongeren laten kennismaken met kunst en cultuur. Onder de regen heeft een grootte van 160 cm × 80 cm × 80 cm en staat op een arduinen sokkel. Oorspronkelijk was het gemaakt van polyester, maar later is het opnieuw gegoten in brons en nogmaals ingehuldigd op 29 juni 2005. 

## De brug
Het kunstwerk De brug van Tone Pauwels staat op het Kaaiplein van Burcht en richt zich met zijn gestileerde golven als een brug naar de rivier de Schelde. Ze symboliseert de verbondenheid tussen de gemeente Zwijndrecht-Burcht met de stad Antwerpen. Fijn schertsend zien sommigen er een uitgestoken tong naar de stad in. De brug is vervaardigd uit cortenstaal, heeft een grootte van 3 m × 3 m × 1,80 m en weegt 1200 kg. Ze werd ingehuldigd op 19 juni 1994.

## Don Quichot
Op het pleintje tussen de Reynerslaan en de Boomgaardstraat bevindt zich het kunstwerk Don Quichot van de kunstenaar Camiel van Breedam. Het werk is hoofdzakelijk gemaakt van hout en voor een klein gedeelte van ijzer. De wielen zijn gerecycleerd materiaal van een oude boerenkar en van een kruiwagen die vroeger dienst deed in de steenbakkerijen van Boom. De afmetingen van het beeld zijn: 2,90 m hoog, 2,30 m breed en 3,50 m diep. De kunstenaar vervaardigde Don Quichot in 1978. De sculptuur werd ingehuldigd op 15 oktober 1995.

## Verdiept in droomwereld
Op het pleintje tussen de Sint-Annaboomstraat en de Melselestraat staat het bronzen beeld Verdiept in droomwereld van Inge Dewilde. Het is een bronzen kunstwerk, met een soort koloriet bewerkt wat een effect geeft van de kleurnuances diepgeel naar bruin of groen; een verwijzing naar de aardebestanddelen. De blik van de vrouw is mysterieus en dromerig, alsof ze nog niet helemaal aanwezig is, maar half in nevels van haar droom gehuld. Het ruwe materiaal wekt de indruk dat ze zich daaruit wil losmaken. De sculptuur werd ingehuldigd op 9 juni 1996.

## Als boom de sterren raken
Dit kunstwerk, gemaakt door Paul Gees, dateert van 1997 en is gemaakt van staal, lood, hout en steen. Het heeft een grootte van 7,50 m × 4 m × 2,20 m. De voorstelling van twee palen, die in elkaar zouden kunnen passen, laat de kijker vrij om er al dan niet bomen in te zien. Het deel in de vijver is versierd met een soort kruin. Hoewel de constructie lijkt te vallen, blijft alles toch in evenwicht. De bomen op de achtergrond geven een extra dimensie aan het geheel. Het werk staat in de Leo Verbeecklaan en werd op 6 juni 1999 ingehuldigd.

## Maten
Het kunstwerk Maten in het Wolfsbergpark, en vlak bij het WZC Craeyenhof, is van de hand van Marc de Roover. Het zijn meerdere spiraalvormen die op regelmatige afstand van elkaar geplaatst zijn. De spiralen zijn vervaardigd uit lariksplankjes die op een eikenhouten constructie staan. Het werk heeft verschillende betekenissen. Enerzijds staat maten voor 'de maat houden' en 'met mate'; anderzijds voor afmetingen, afstanden, verhoudingen, vrienden, drinkebroers en de wederzijdse relatie tussen de beelden en de bewoners uit de omgeving. De beeldenformatie werd ingehuldigd op 25 juni 2000.

## Ontsloten
De fontein Ontsloten van Emiel Uytterhoeven is een 3,40 m hoog object van duurzame roze hardgraniet. Het bevindt zich in Het Vredespark van Zwijndrecht. Ontsloten bestaat uit een opengebroken ruwe, stenen zuil die zijn werkelijke inhoud toont. De nu zichtbare, coconvormige elementen dragen het geheim met zich mee. Hoe de ontwikkeling verder verloopt, blijft een open vraag. Het water, symbool van alle leven, benadrukt dit idee. Het werk is een schenking van de vroegere Antwerpse Waterwerken (nu water-link) en is gemaakt ter gelegenheid van een wedstrijd die door het waterbedrijf georganiseerd werd. De inhuldiging vond plaats op 23 december 2000.

## Hommage aan Alfred Ost
Op het pleintje aan de Alfred Oststraat en de Burchtsestraat bevindt zich het werk Hommage aan Alfred Ost van Renaat Ramon. Het is gemaakt naar het ontwerp dat als winnaar verkozen werd na een wedstrijd met als opdracht: Hulde aan Alfred Ost, de in Zwijndrecht geboren tekenaar en schilder wiens geboortehuis zich situeert in de Burchtsestraat. De gekleurde, potloodvormige palen, die binnen een formatielijn van 30 m lang op gelijke afstand van elkaar staan, verwijzen naar het werkmateriaal van Ost en het kleurenpalet dat daarmee gepaard gaat. De cirkelvormige blauwe hardstenen plaat ernaast, met diameter van 1,60 m, heeft een inscriptie met een citaat van Alfred Ost: 'Alles wat men met liefde verricht wordt poëzie.' Hommage aan Alfred Ost werd ingehuldigd op 8 december 2001.

## Era
Op het Binnenplein, voor het gemeentehuis van Zwijndrecht, staat het kunstwerk Era van Liliane Vertessen. Het bestaat uit een genderneutrale figuur in inox tussen een scheve poort. Horizontaal lopen drie strepen waarin twee sterren verwerkt zijn die naar het hogere verwijzen. Deze symbolen komen eveneens voor in het wapenschild van Zwijndrecht. Het lijkt alsof het beeld vleugeltjes heeft, alhoewel het stevig op de voet verankerd staat. Era waakt bij de poort die voor iedereen toegankelijk is. Het beeld heeft een hoogte van 3,36 m en een breedte van 1,41 m. In de geologie betekent het woord era een lange periode of tijdperk. Het werk werd ingehuldigd op 25 mei 2002.

## Evasieno3
Eveneens op het Binnenplein vindt men het werk Evasie no 3 van Marc Cordenier. Het is een 3 m hoog bouwwerk van 8 ton dat samengesteld is uit aan elkaar gelijmde klinkers. De luchtballon uit steen is een metafoor voor onbeperkte vrijheid. Net zoals een kerktoren zich uitstrekt naar het goddelijke, vertoont deze doorboorde luchtballon de neiging zich los te maken van zijn zwaarte. Het beeld werd ingehuldigd op 8 juni 2003.

## Zuil-Steen
Het kunstwerk Zuil-Steen van Jef Mouton, op het pleintje aan de Seefhoeklaan, is een tweedelig, cilindervormig object van 546 cm hoog met een doorsnede van 70 cm. Het onderste deel is een monolieten blauwe hardstenen kolom van 210 cm × 70 cm. Daarboven telkens een rij van 38 kralen, gevormd door honderden blokjes van blauwe hardsteen, verschillend in lengte, maar altijd met een grondvlak van 5 cm × 5 cm. Aan stalen draden geregen en bovenaan de zuil vastgemaakt, vormen ze een lengte van 336 cm. Zo gecreëerd, ontstaat de tegenstelling tussen één en veel, tussen de monoliet en de honderden kralen. Toch blijft het een eenheid door dezelfde materiaalkeuze en dezelfde diameter van de twee delen. De monoliet symboliseert stabiliteit en evenwicht, terwijl de kralen speelse luchtigheid voorstellen, die bedrieglijk kan zijn. De treurwilgen op de achtergrond vormen een meerwaarde aan de sculptuur door de beweging van hun wuivende takken, in tegenstelling tot het roerloze kunstwerk dat onverstoord zichzelf blijft. Het werk werd ingehuldigd op 20 juni 2004.

## Zonder titel
Zonder titel is een kunstwerk van Bart Decq. Het bevindt zich op het Binnenplein, naast de bibliotheek. De constructie van 2,10 m hoog, 5 m lang en 2,6 m breed, van massief ijzeren balken, is niet gecoat. De ruwe snij-, las- en brandsporen tonen duidelijk het proces van het creëren. Het geheel van door elkaar geweven balken ligt uitgestald in het gras. Het werk werd ingehuldigd op 22 mei 2005.

## Atmosfeer
In de woonwijk Neerbroek bevindt zich het bronzen beeld Atmosfeer van de kunstenaar Winke Besard. Het kunstwerk staat op een sokkel en heeft een grootte van ongeveer 1,50 m. Met de drie figuren die zich samen vanuit een geheel oprichten, wil de kunstenaar de onderlinge verbondenheid van de buurt benadrukken. De naar het universum opgerichte hoofden geven het een optimistisch karakter met een open blik op de wereld en alles wat zich eromheen bevindt. Atmosfeer werd ingehuldigd op 17 september 2006.

## Lettertuin
Achter de sportpleinen De Wallen, staat een reeks geschilderde betonnen letters opgesteld. Het is het kunstwerk Lettertuin van Guy Rombouts. Deze graficus van opleiding heeft een bijzondere belangstelling voor taal en letters. In de loop van de jaren '80 ontwikkelt hij een eigen schrift dat de naam Azart krijgt: een stijlvol alfabet van A tot Z met overeenstemming tussen letter, vorm en inhoud. Het werk, bestaande uit twee keer vierentwintig azartblokken waarvan de letters x en y ontbreken, werd in 2005 door de kunstenaar aan de gemeente geschonken. De inhuldiging vond plaats op 22 maart 2009 in de Kerkstraat. Later verhuisde het alfabet naar zijn huidige standplaats.

## Adam en Eva
Achter de Sint-Martinuskerk van Burcht bevindt zich het meer dan levensgrote bronzen kunstwerk Adam en Eva van Luk Van Soom. Het beeld stelt de eerste twee mensen voor in een innige omhelzing, weg van de wereld, in een aards paradijs. Het werk werd ingehuldigd op 4 juli 2010.

## Phoenix
De sculptuur Phoenix van Etienne Desmet is ontworpen midden jaren zeventig. Met zijn in  elkaar vloeiende onderdelen die door elkaar verweven zijn, heeft het de specifieke stijl van de kunstenaar. De vormen lijken een metamorfose te ondergaan zoals een feniks. Geregeld hebben de werken van Etienne Desmet een zinnenprikkelende symboliek, zoals dit bijna fallisch object. Het werk staat in de Windeweeg en werd ingehuldigd op 7 november 2010.

## De tijd
Deze bronzen sculptuur van Frans Wuytack toont twee handen die een asymmetrische, open ring vastnemen. De onderste grote hand staat symbool voor de gemeenschap. De tweede, kleinere hand houdt de ring gespannen vast. Het lijkt of de handen de ruimte tussen de cirkel openen. De kunstenaar wil de relatie tussen mens en tijd aantonen, tussen denkbeeld en handeling. De tijd werd ingehuldigd op 28 juli 1998 en stond aanvankelijk op de Terlochtlaan. Na afbraak van de sociale woonwijk daar, verhuisde het op 20 januari 2017 naar de Wijk Nieuwland.

## Obstakel-Passage-Obstakel
Het werk Obstakel-Passage-Obstakel van Stefaan van Biesen bevindt zich in het Geboortepark, aan het einde van de Kerkhofstraat. De houten constructie is een verwijzing naar het schilderij De marskramer van Jheronimus Bosch, waarbij het poortje symbool staat voor de vernieuwing, de spirituele reïncarnatie of de start van een nieuw begin in een bepaalde levensfase. Een poging van de zwerver of vluchteling om thuis te komen. De inhuldiging vond plaats in 2018.

## Galerij

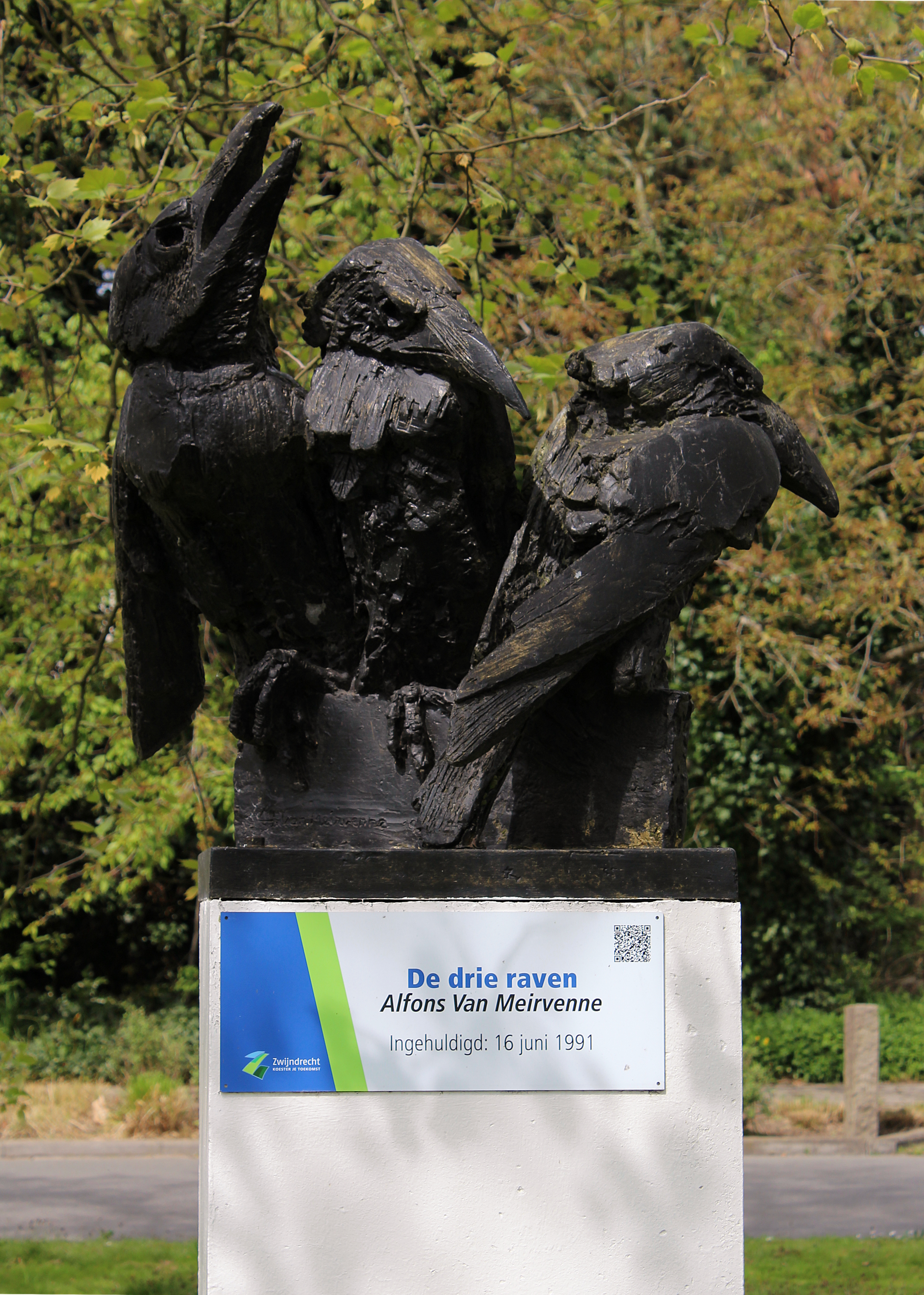
De drie raven van Alfons Van Meirvenne
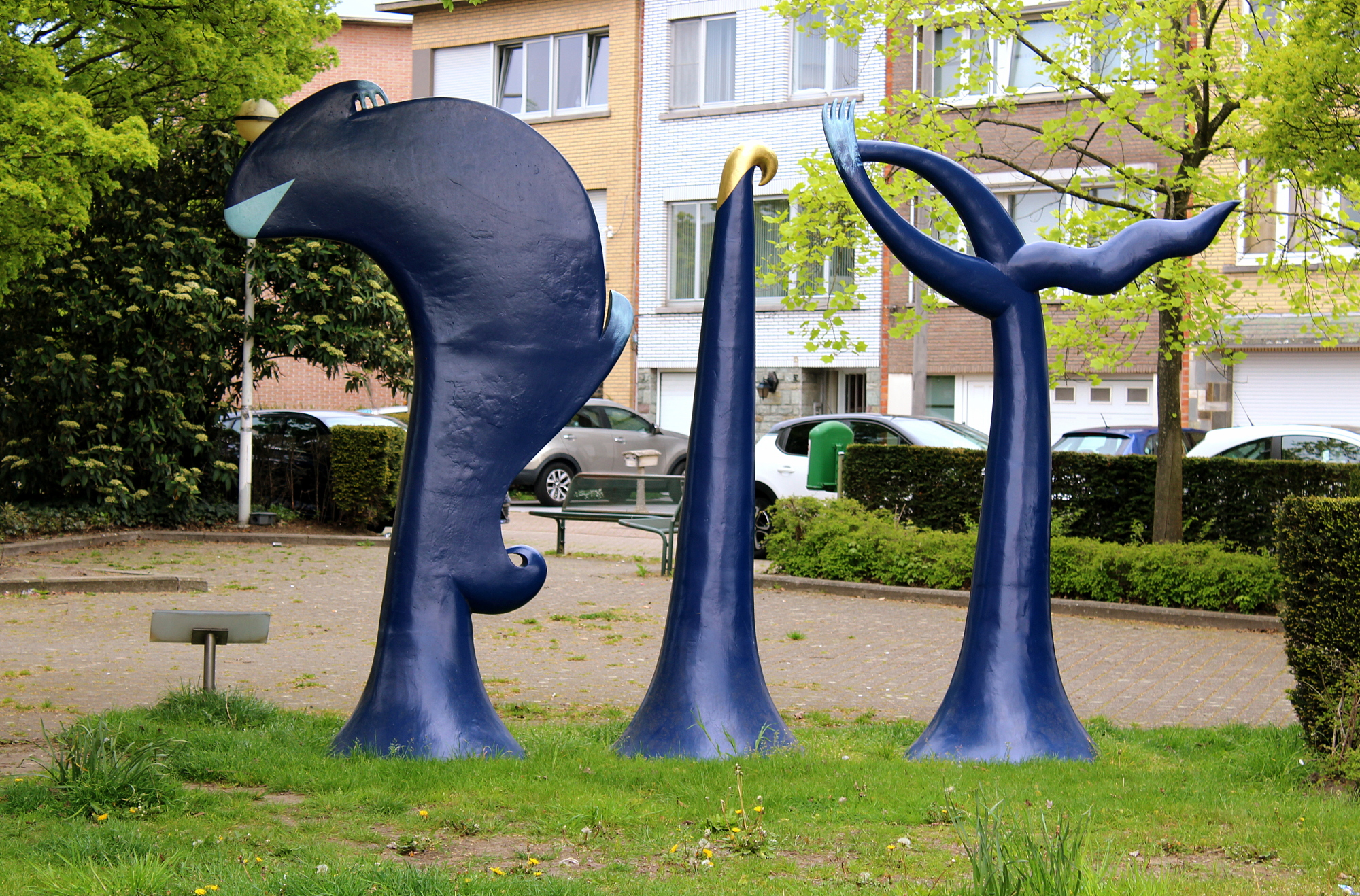
Triptiek van Mark Jambers
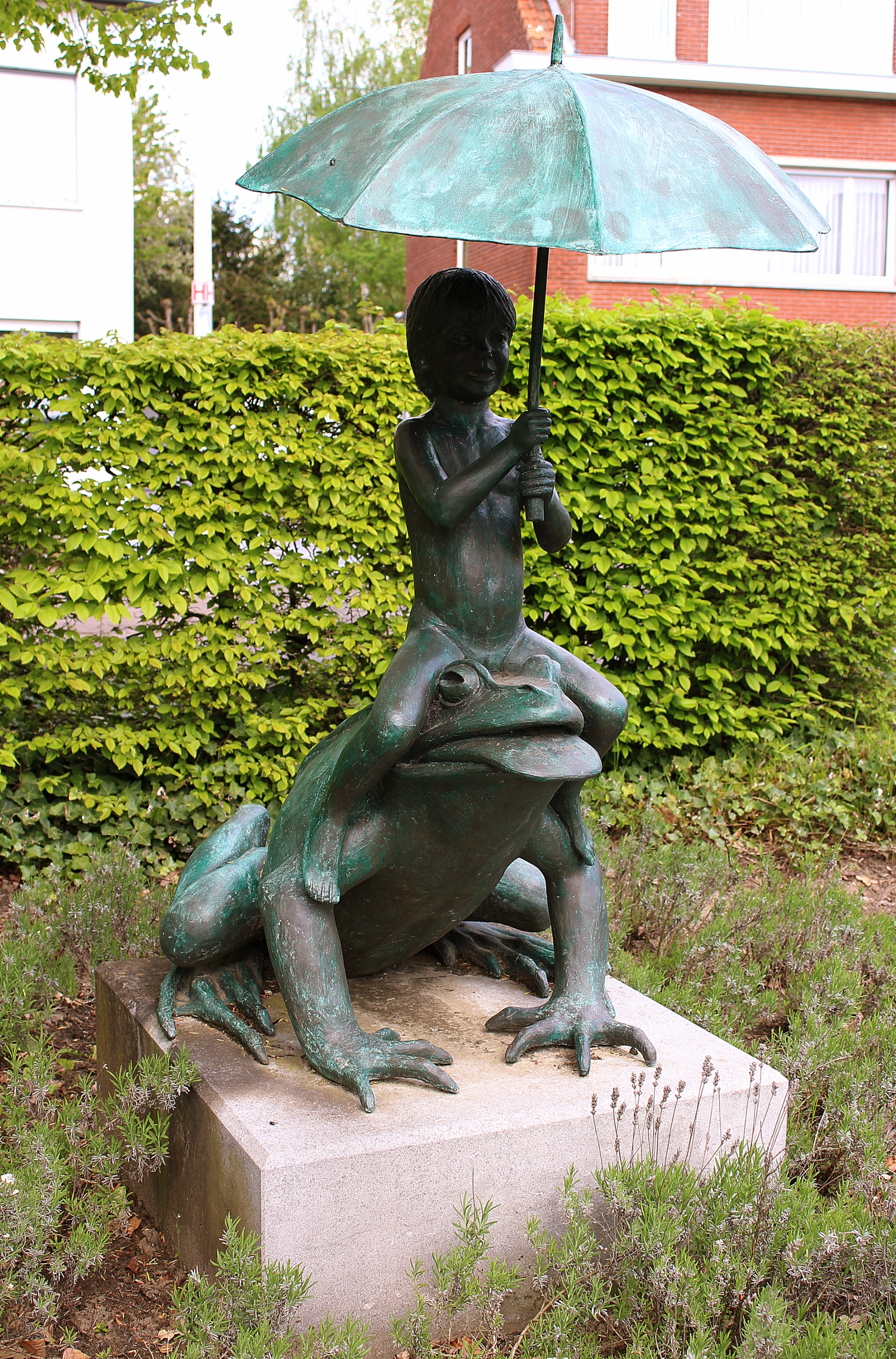
Onder de regen van Tom Frantzen
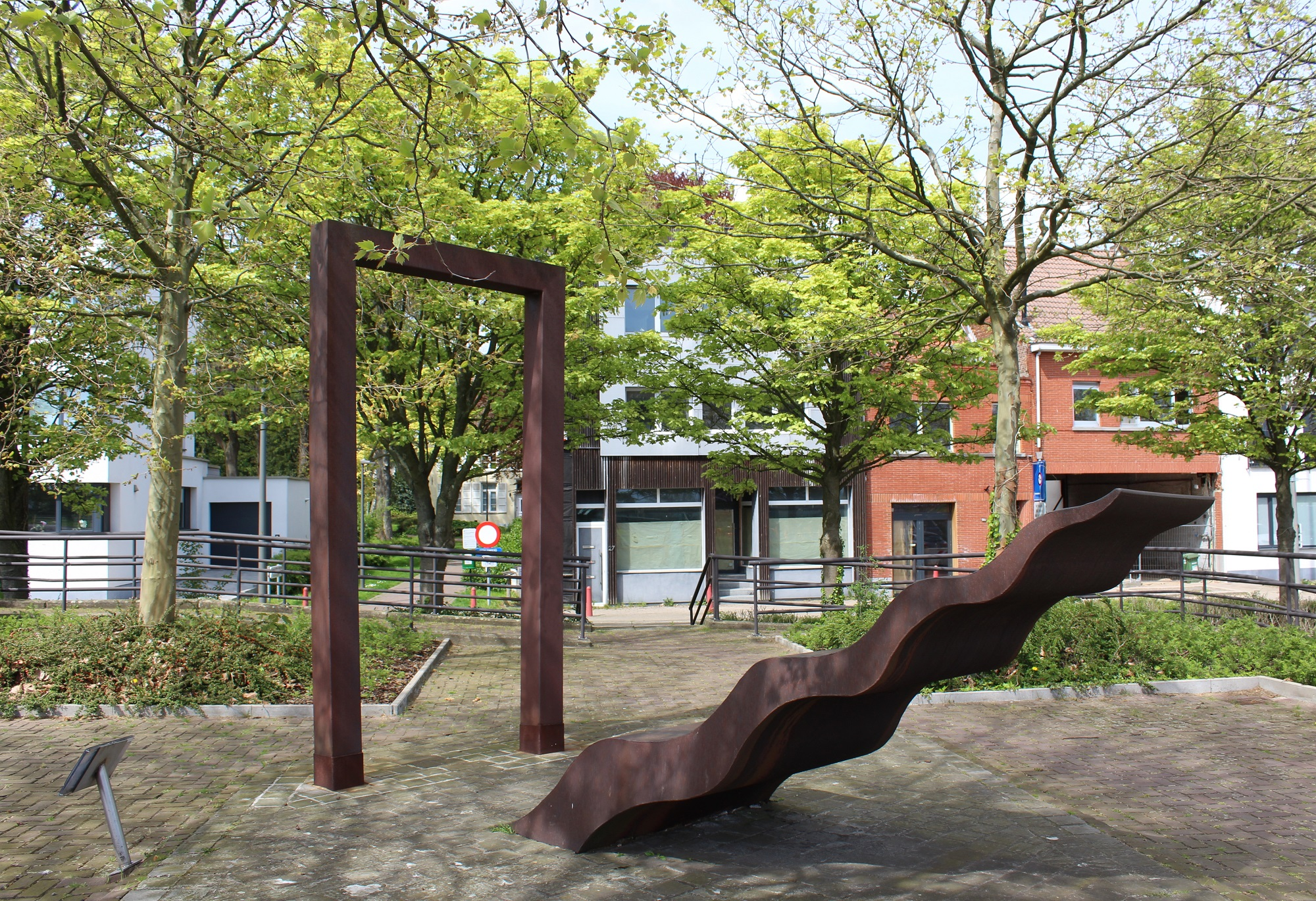
De brug van Tone Pauwels
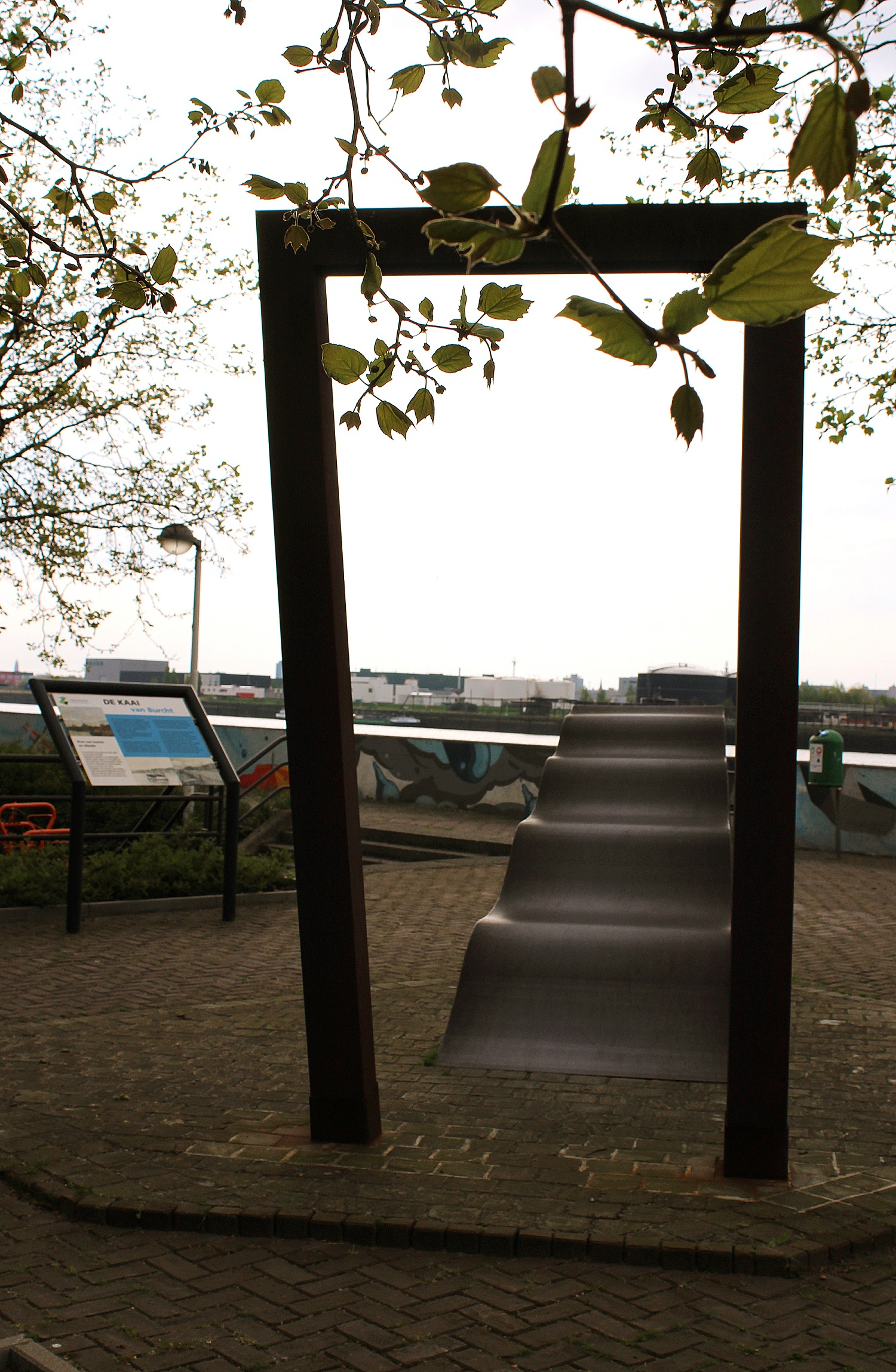
De brug (richting Schelde) van Tone Pauwels
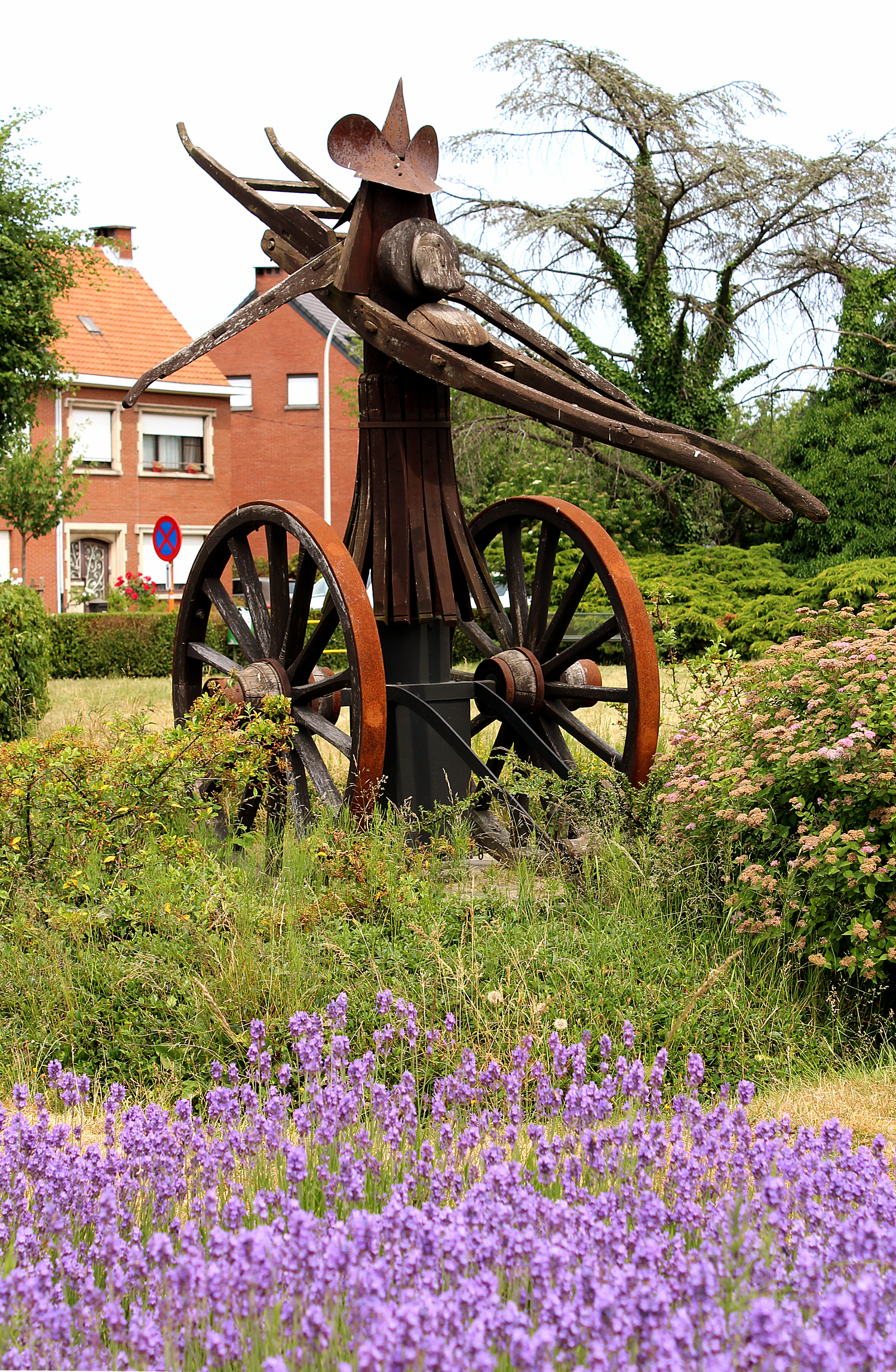
Don Quichot van Camiel van Breedam
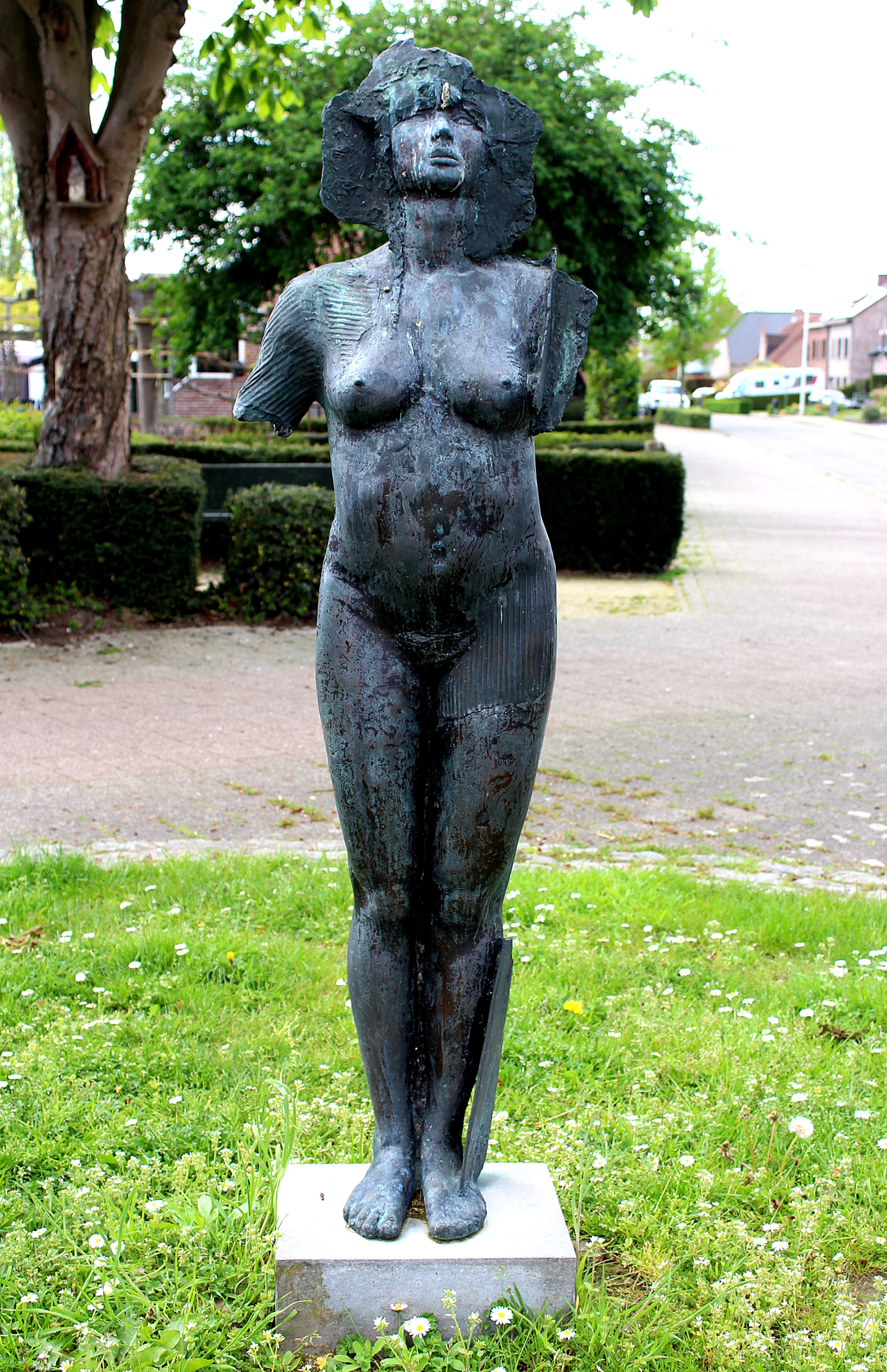
Verdiept in droomwereld van Inge Dewilde
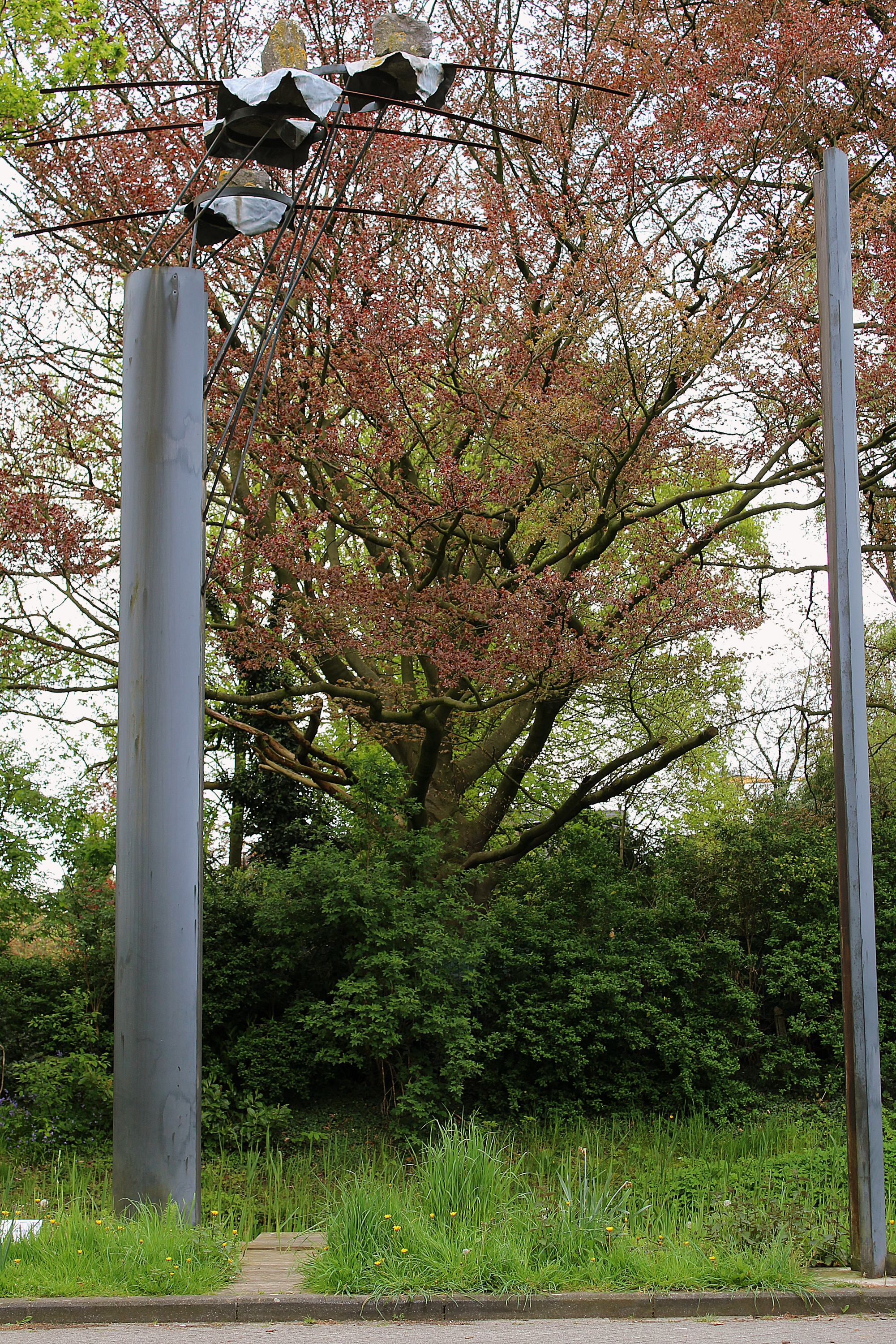
Als boom de sterren raken van Paul Gees
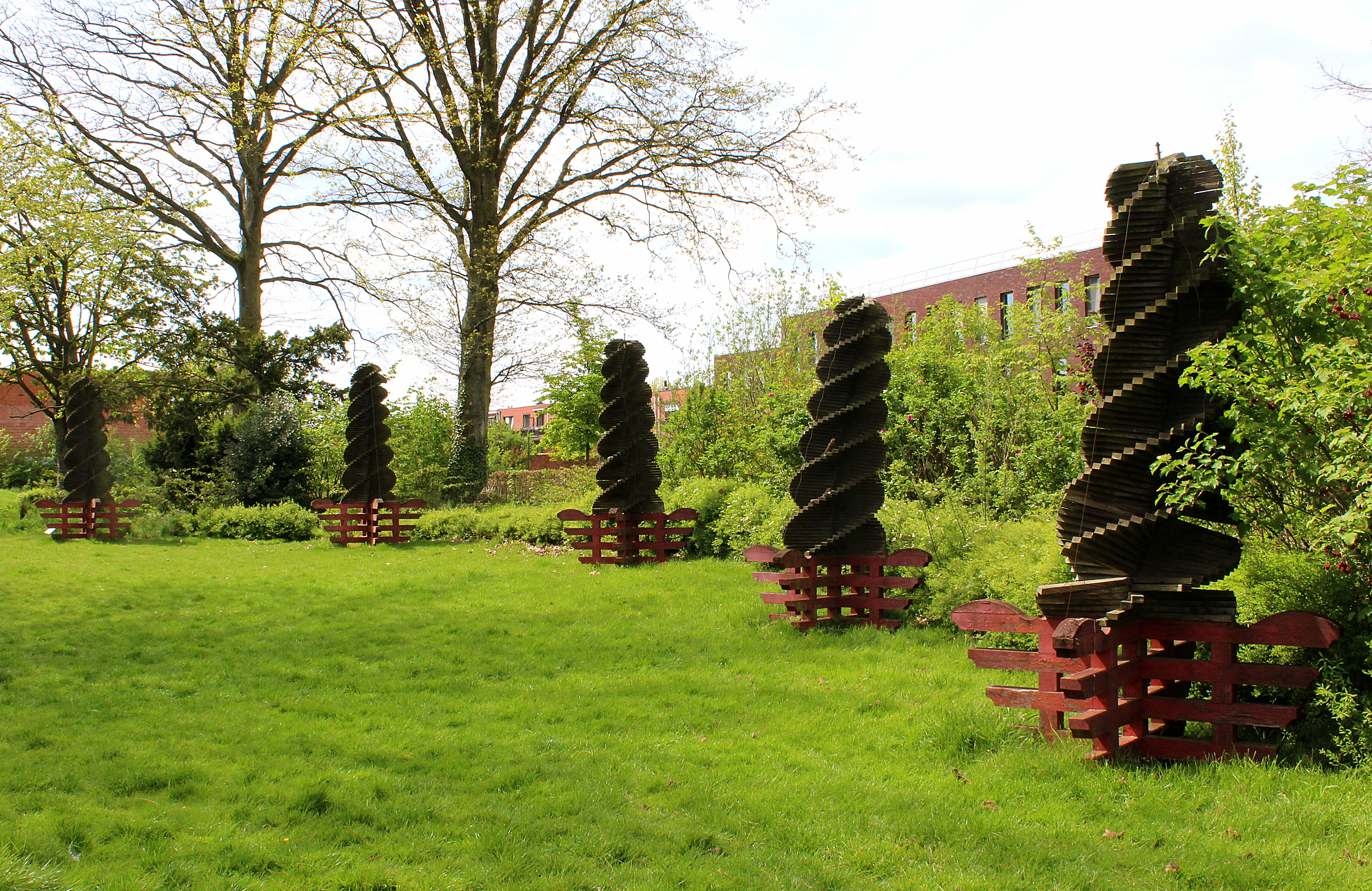
Maten van Marc de Roover
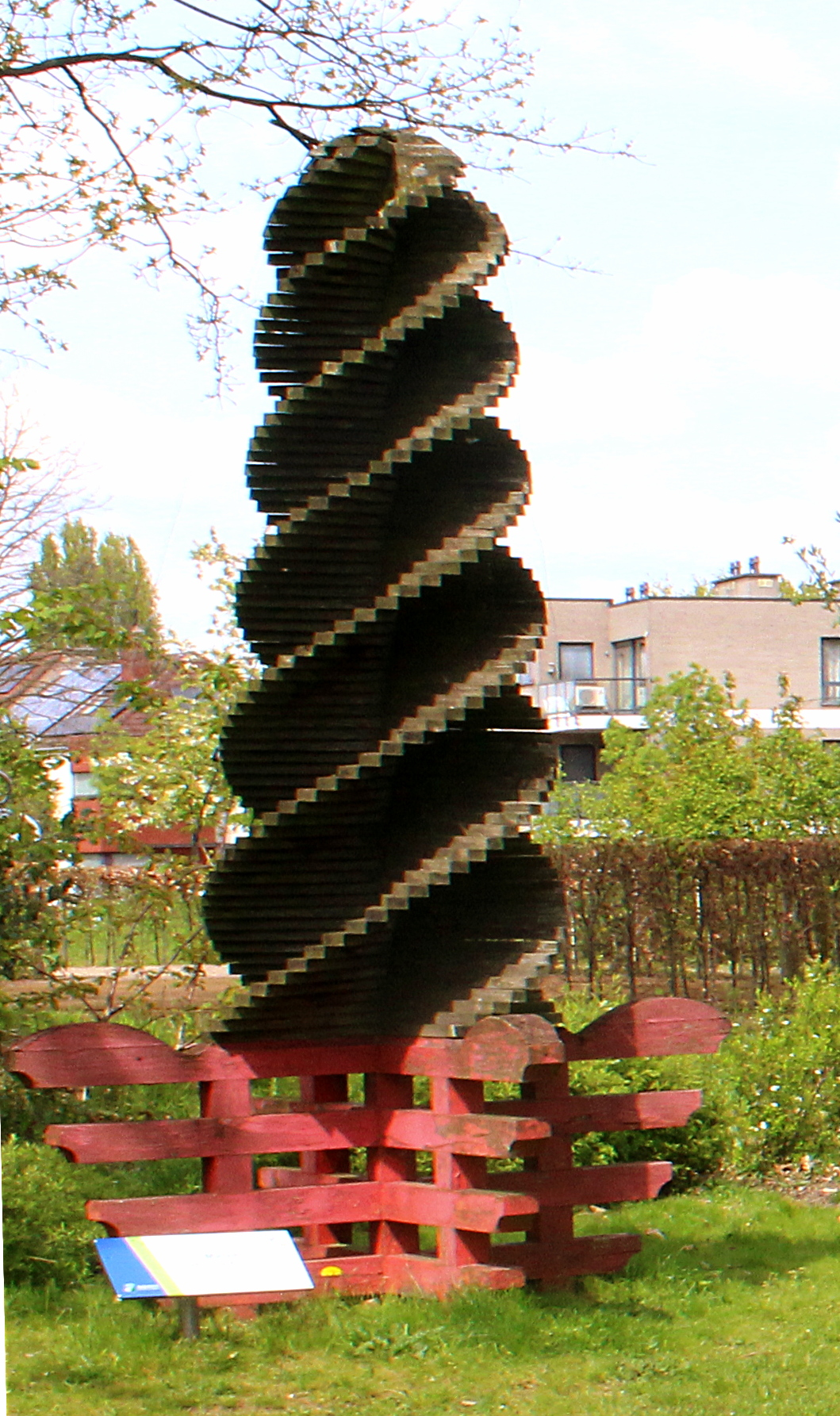
Maten van Marc de Roover
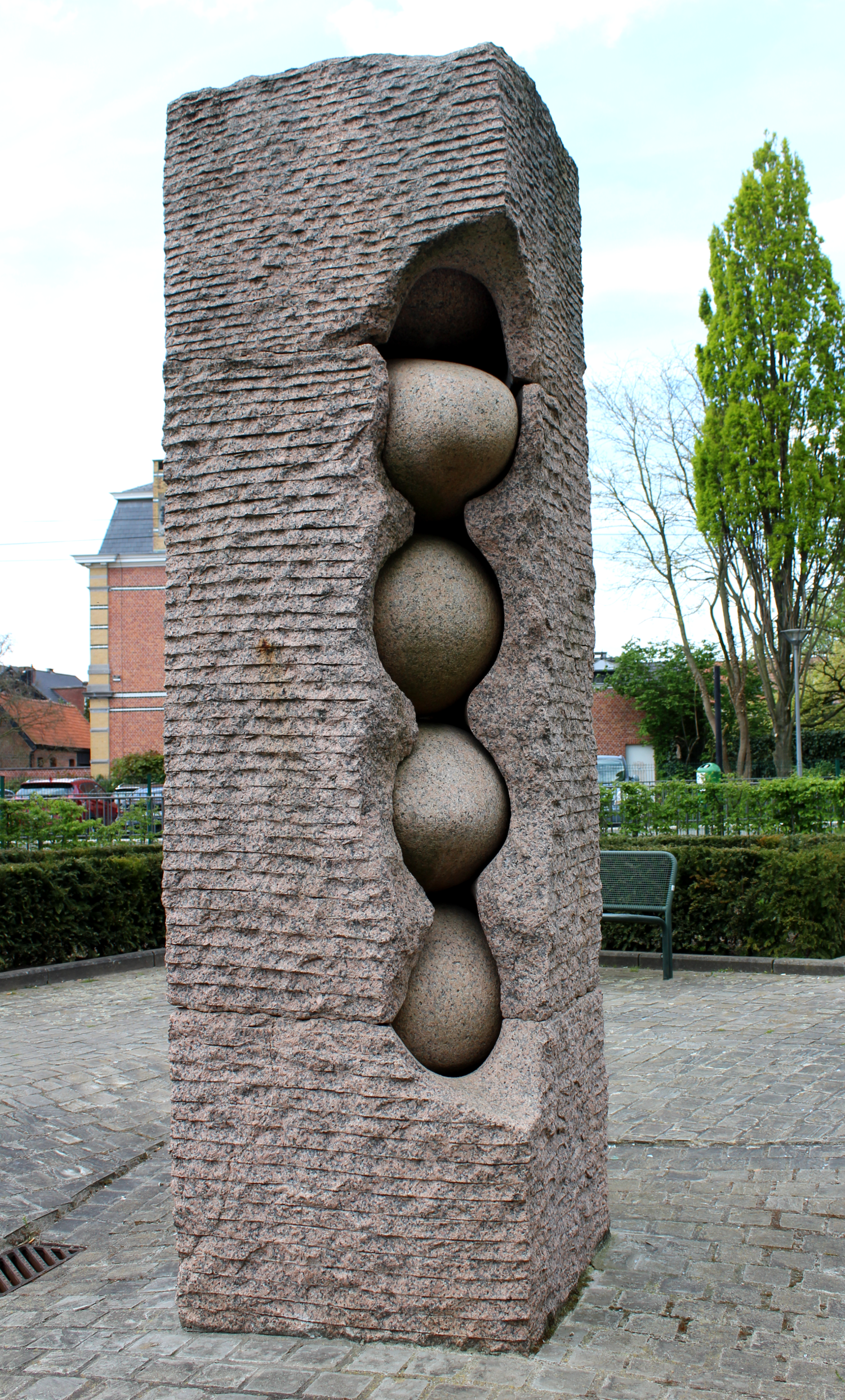
Ontsloten van Emiel Uytterhoeven
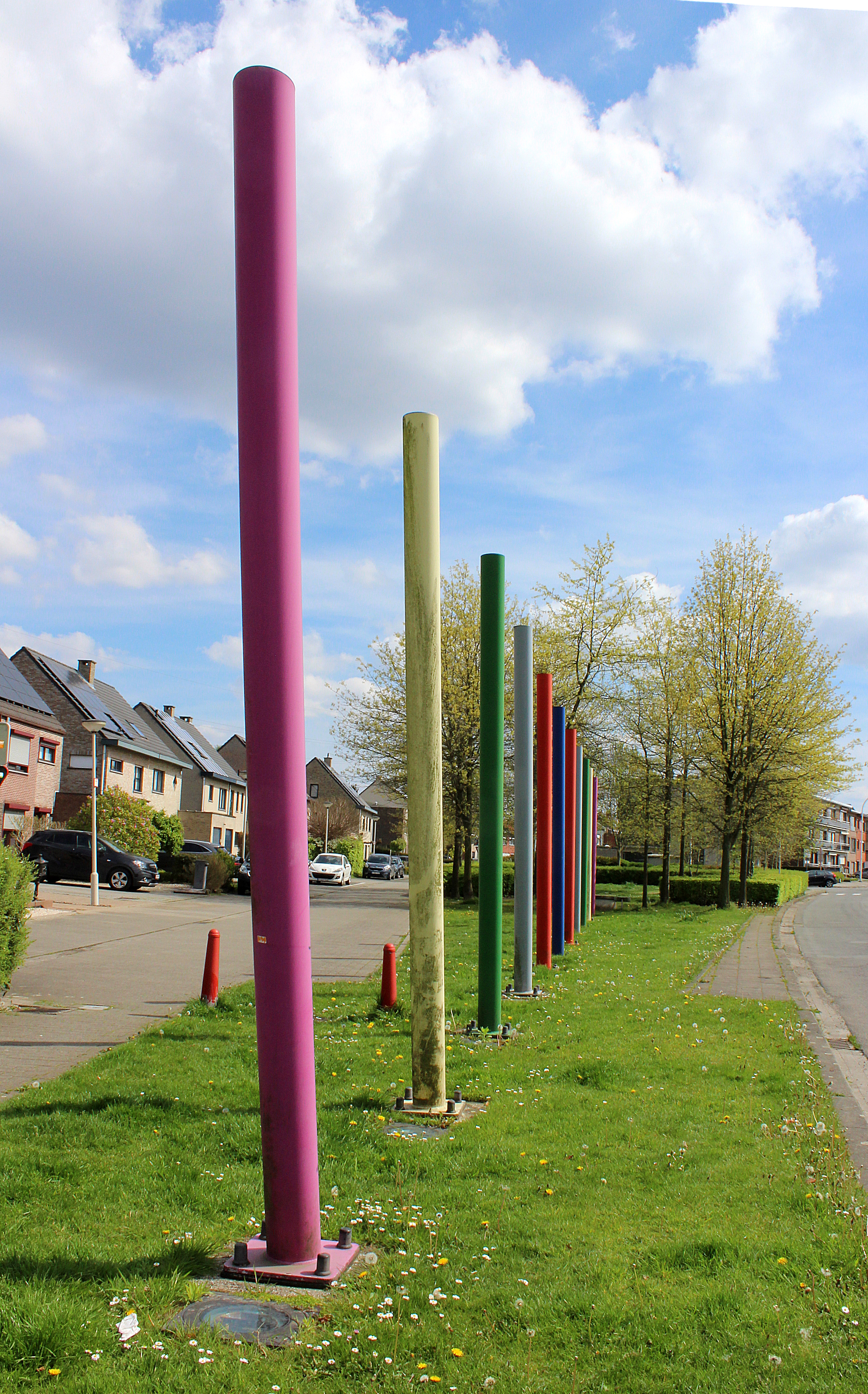
Hommage aan Alfred Ost van Renaat Ramon
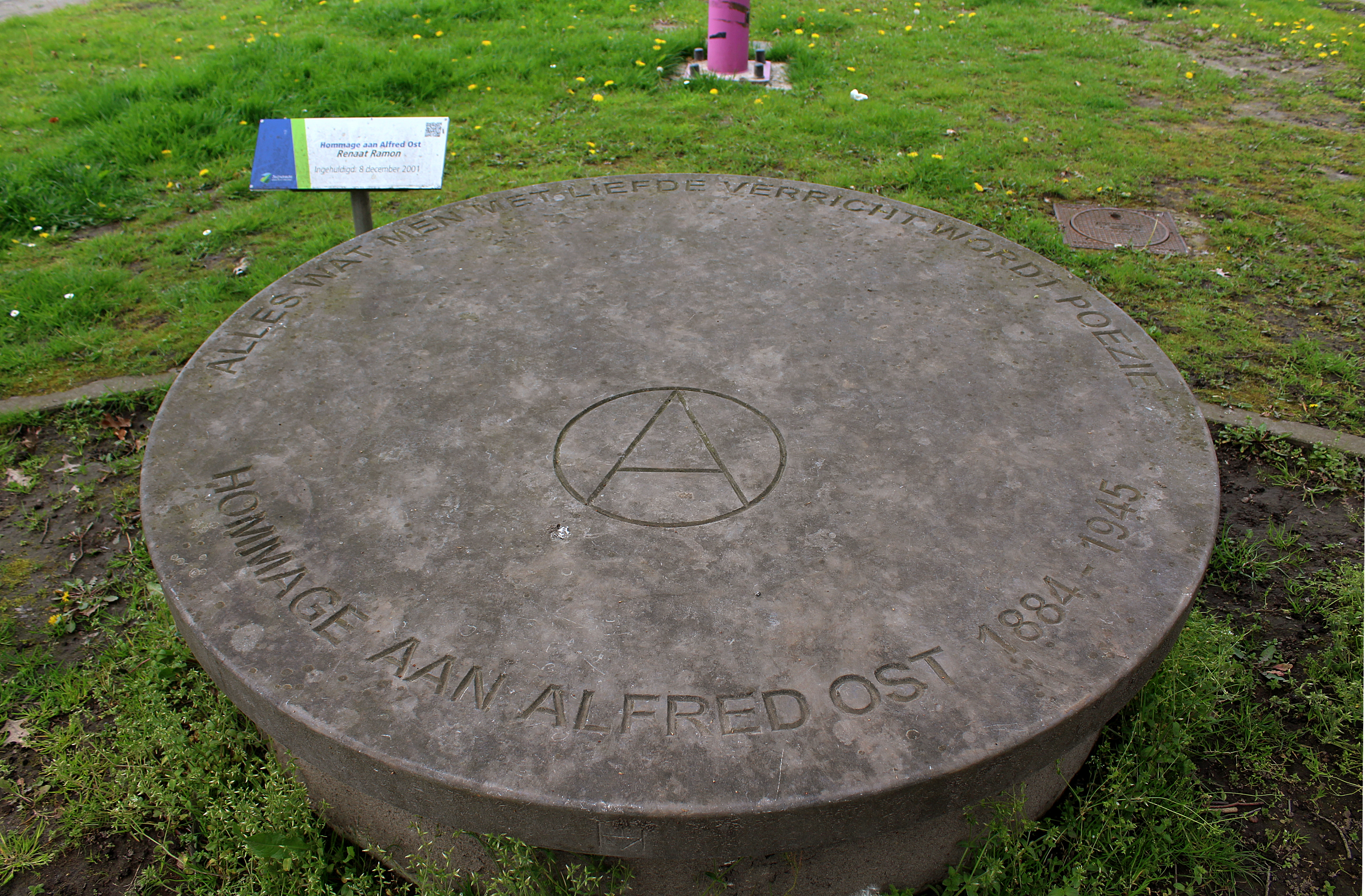
Hommage aan Alfred Ost van Renaat Ramon
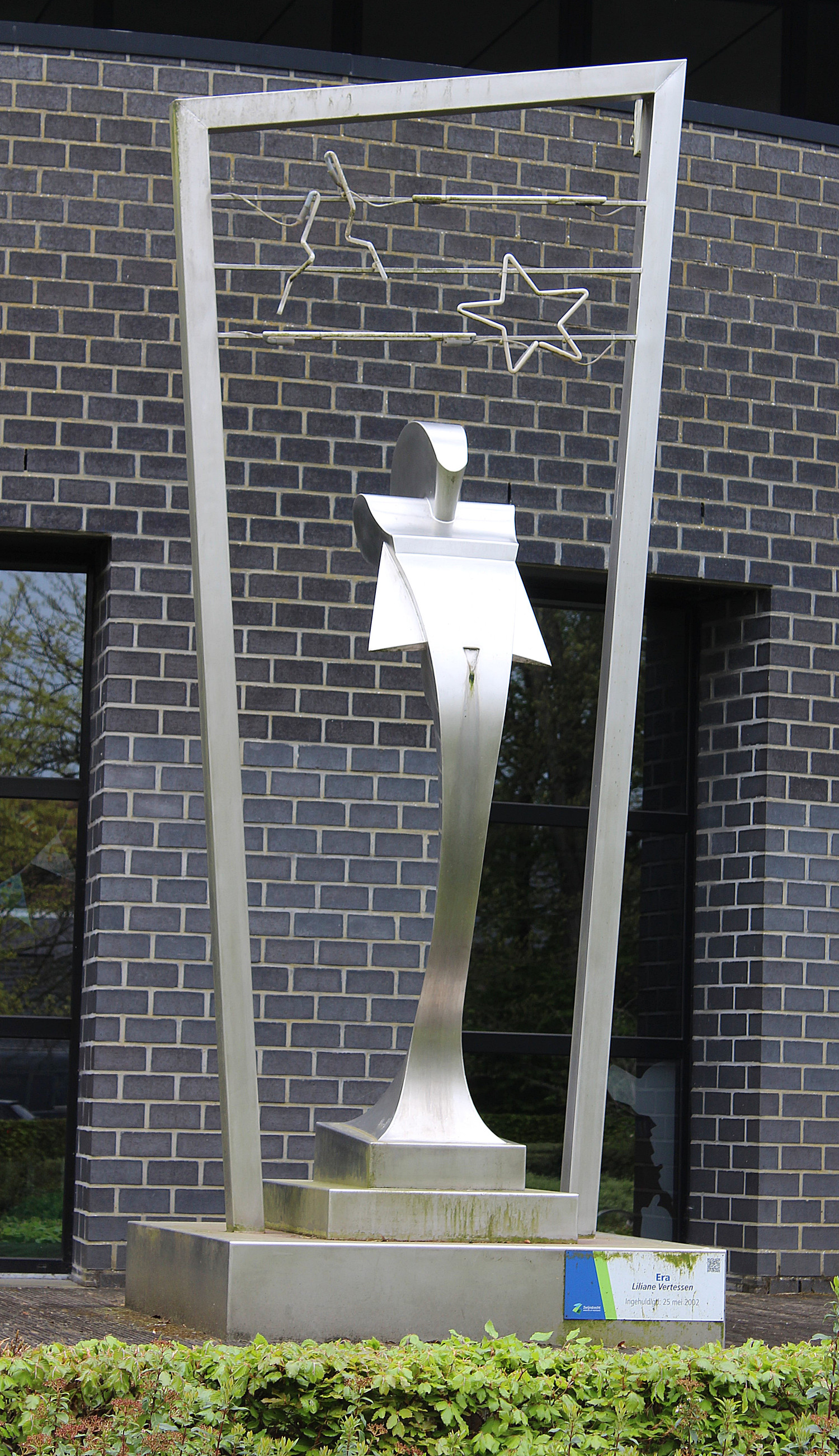
Era van Liliane Vertessen
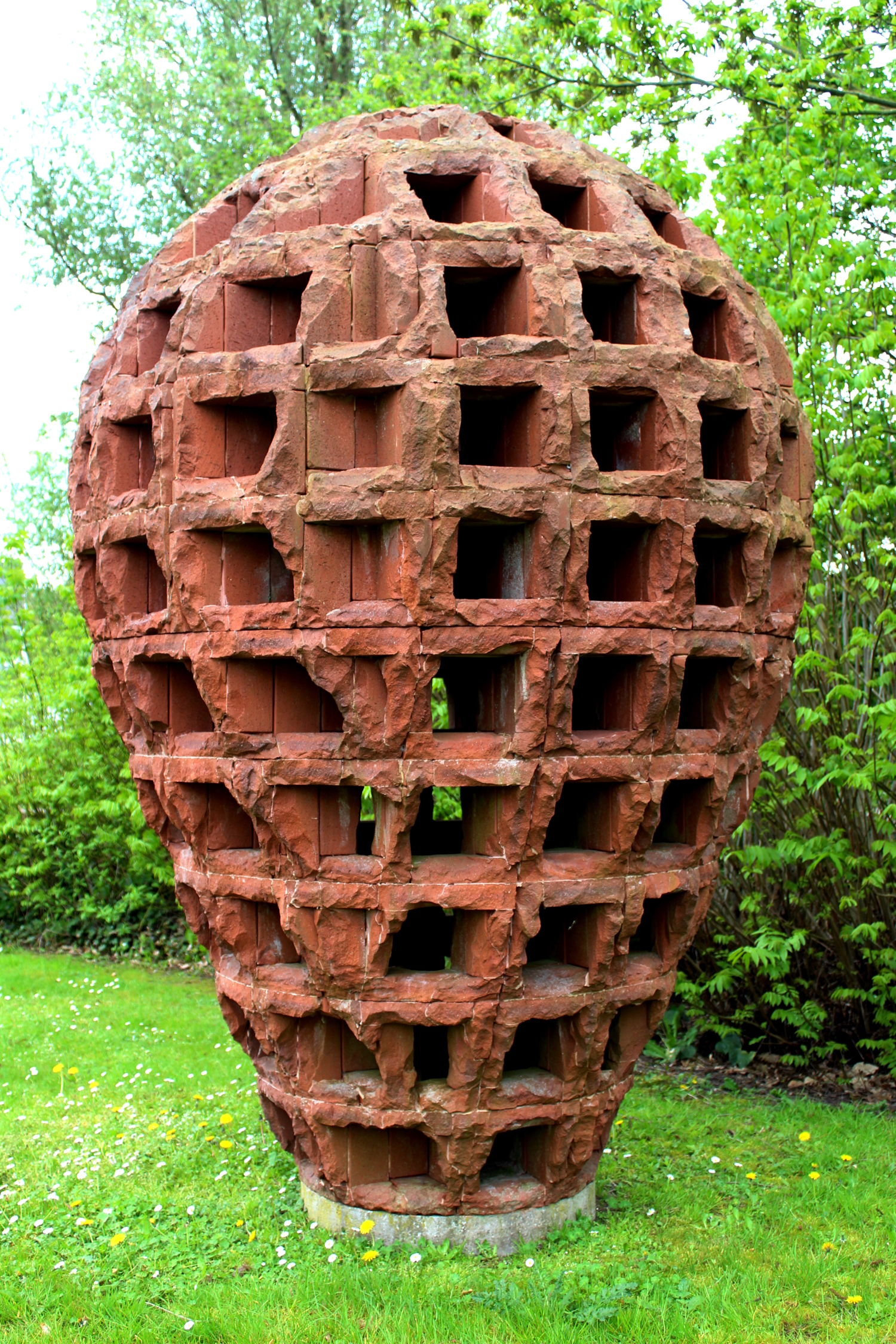
Evasie no 3 van Marc Cordenier
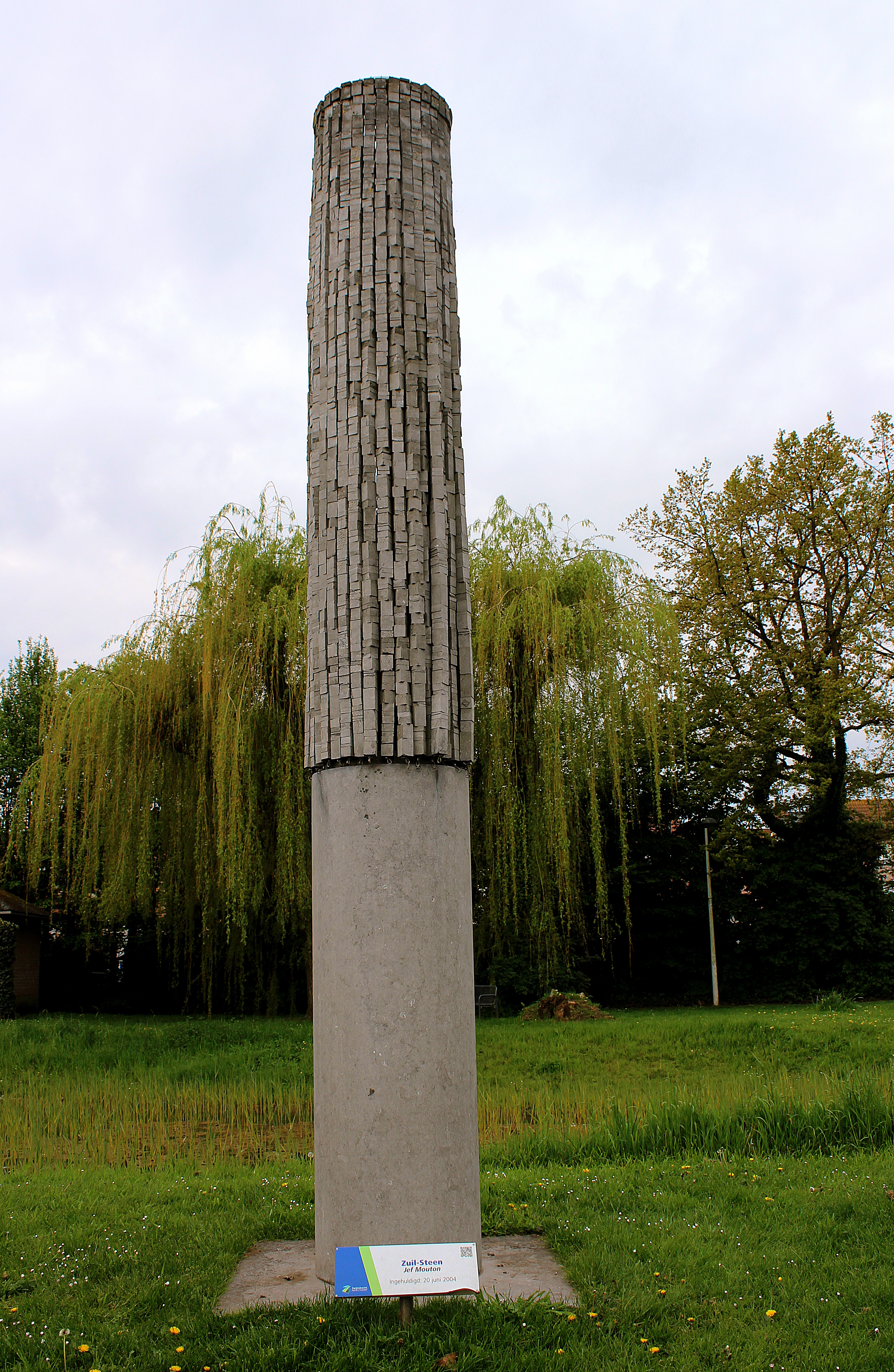
Zuil-Steen van Jef Mouton
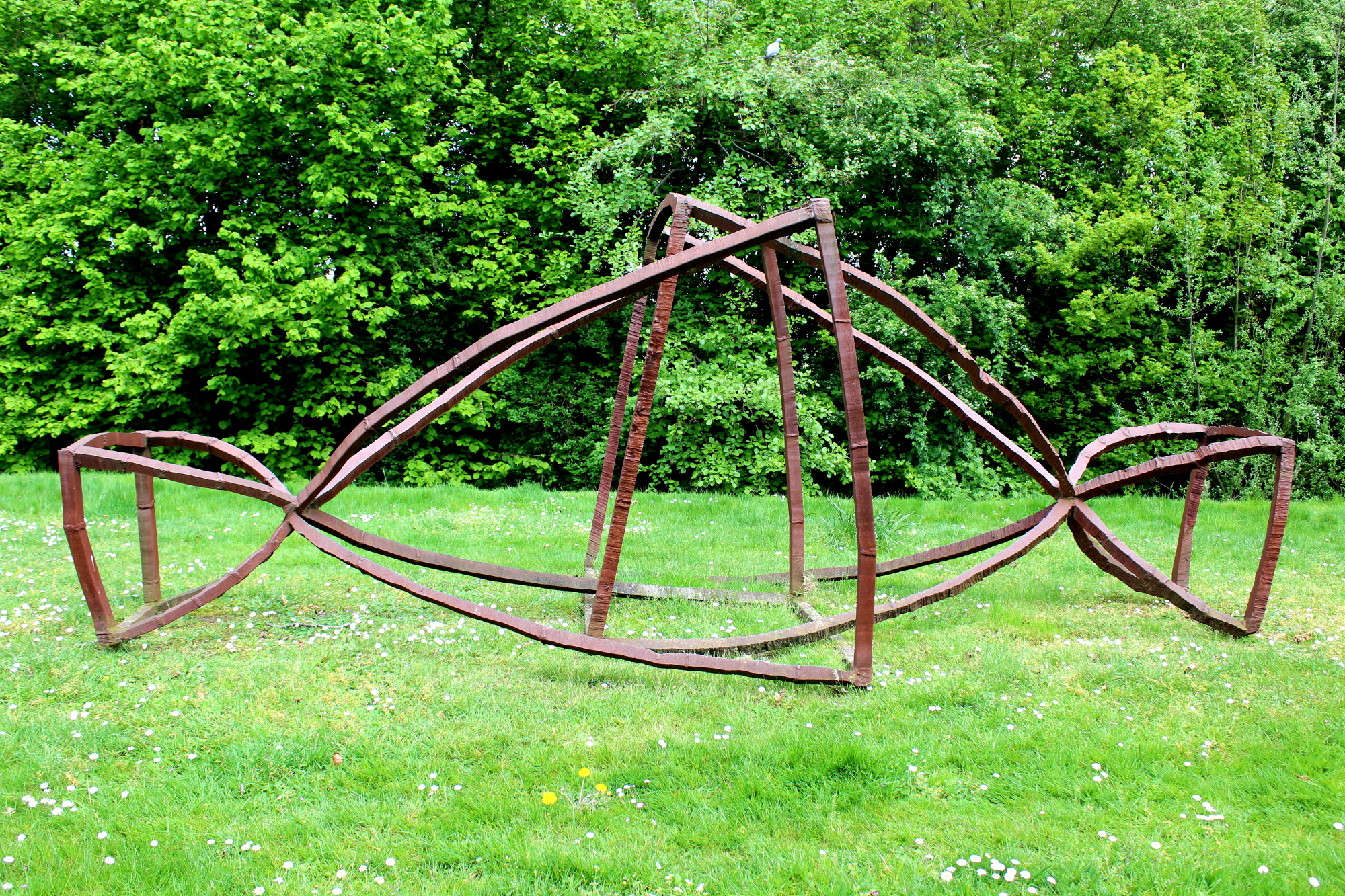
Zonder titel van Bart Decq
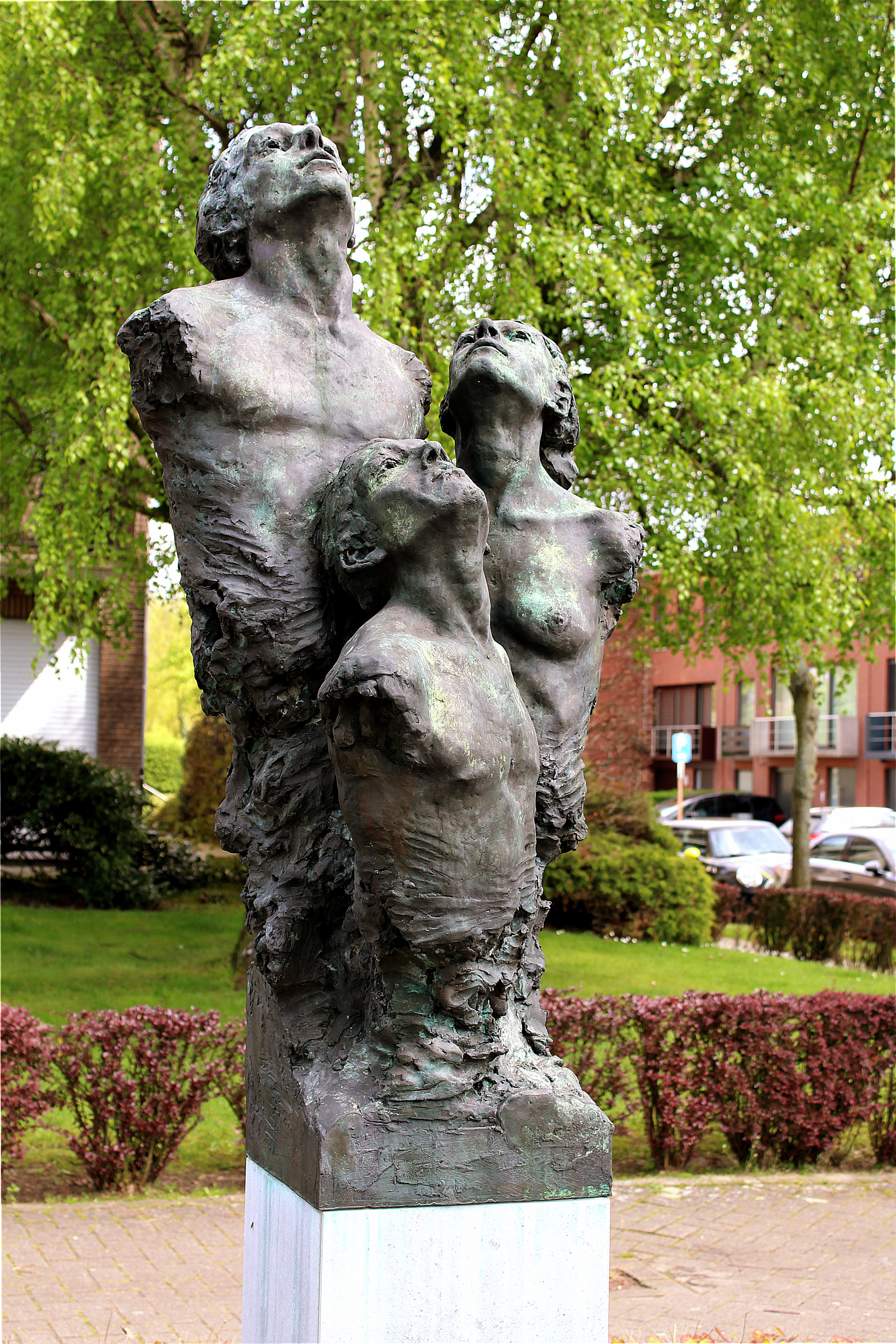
Atmosfeer van Winke Besard
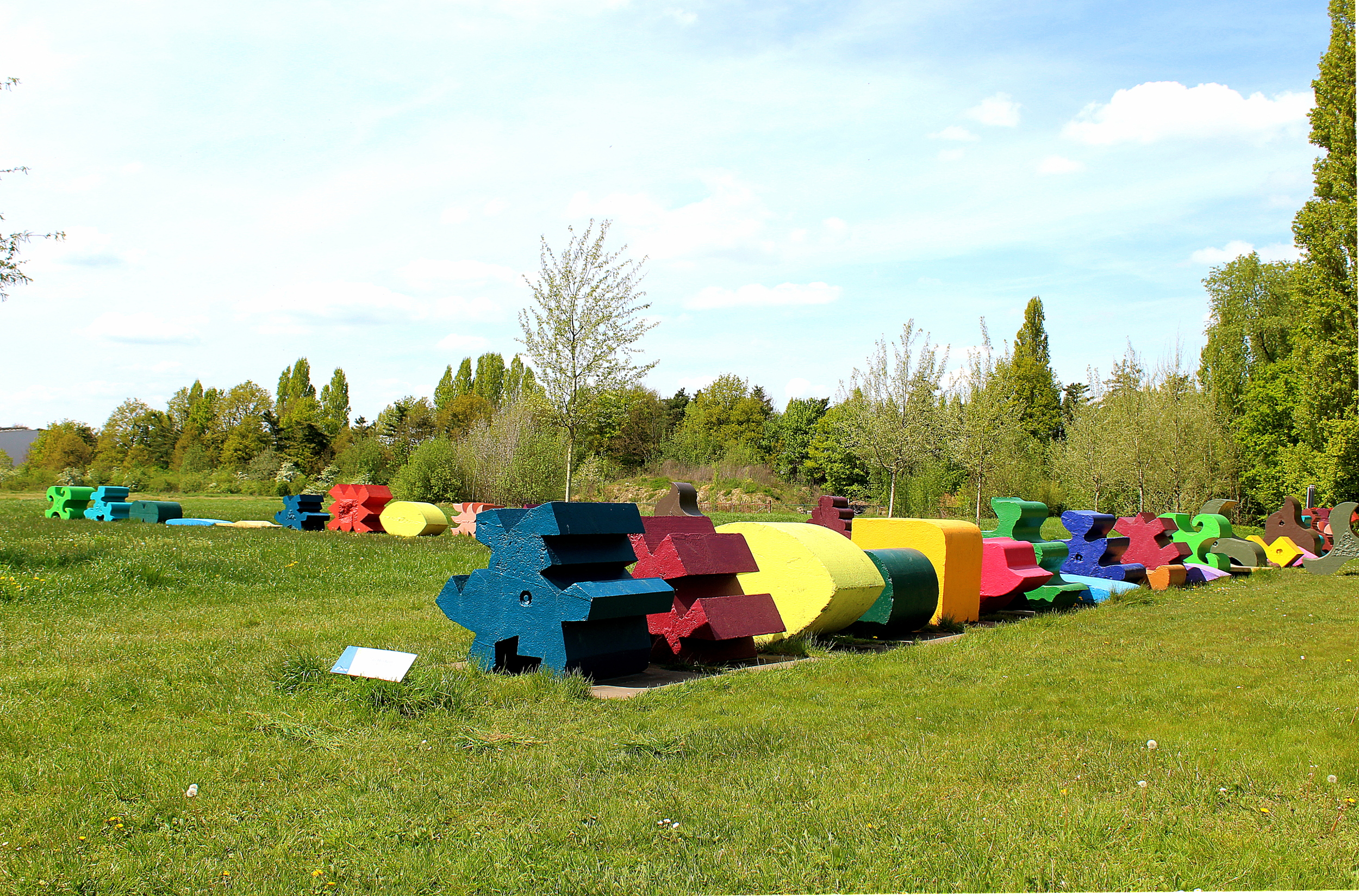
Lettertuin van Guy Rombouts
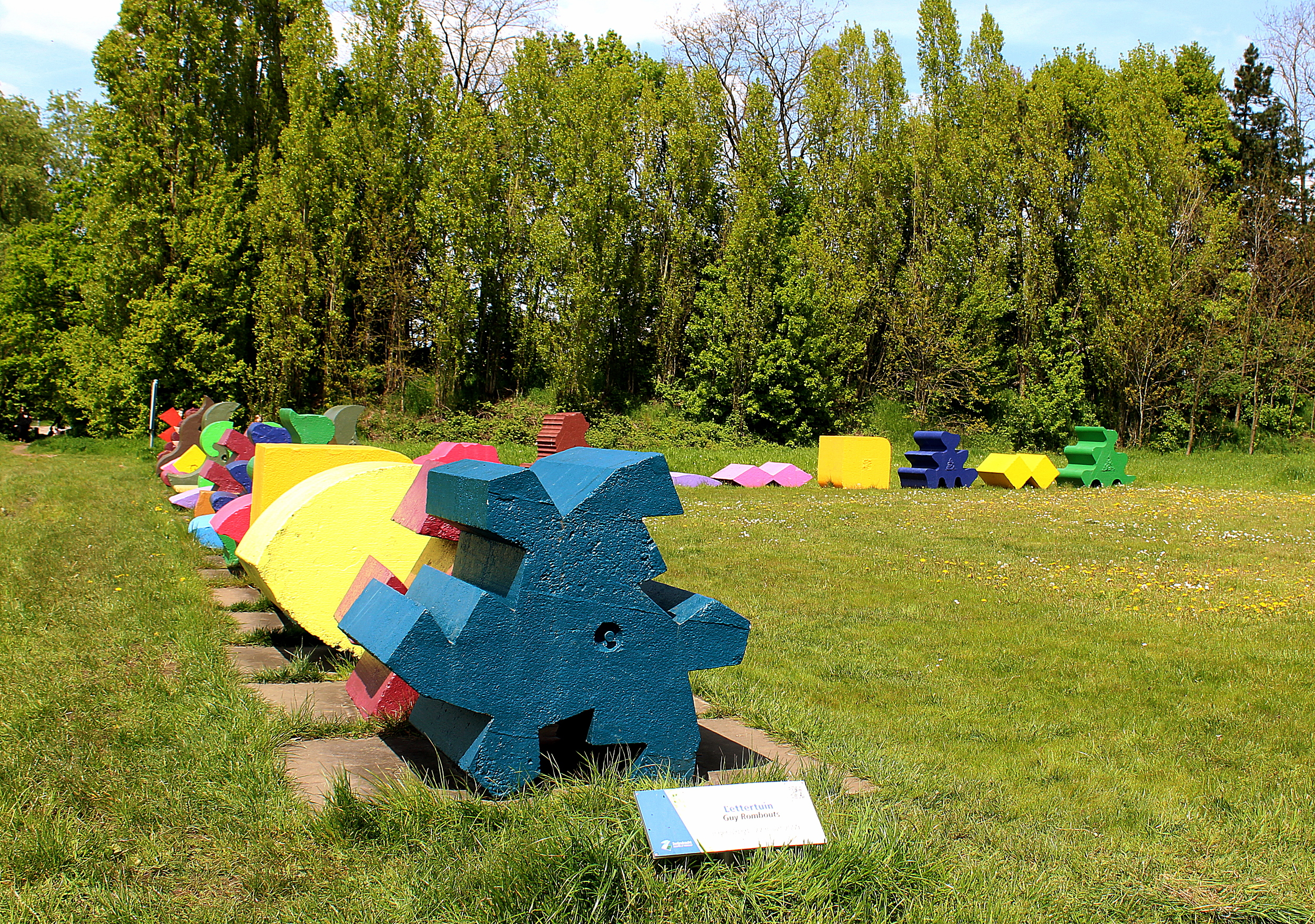
Lettertuin van Guy Rombouts
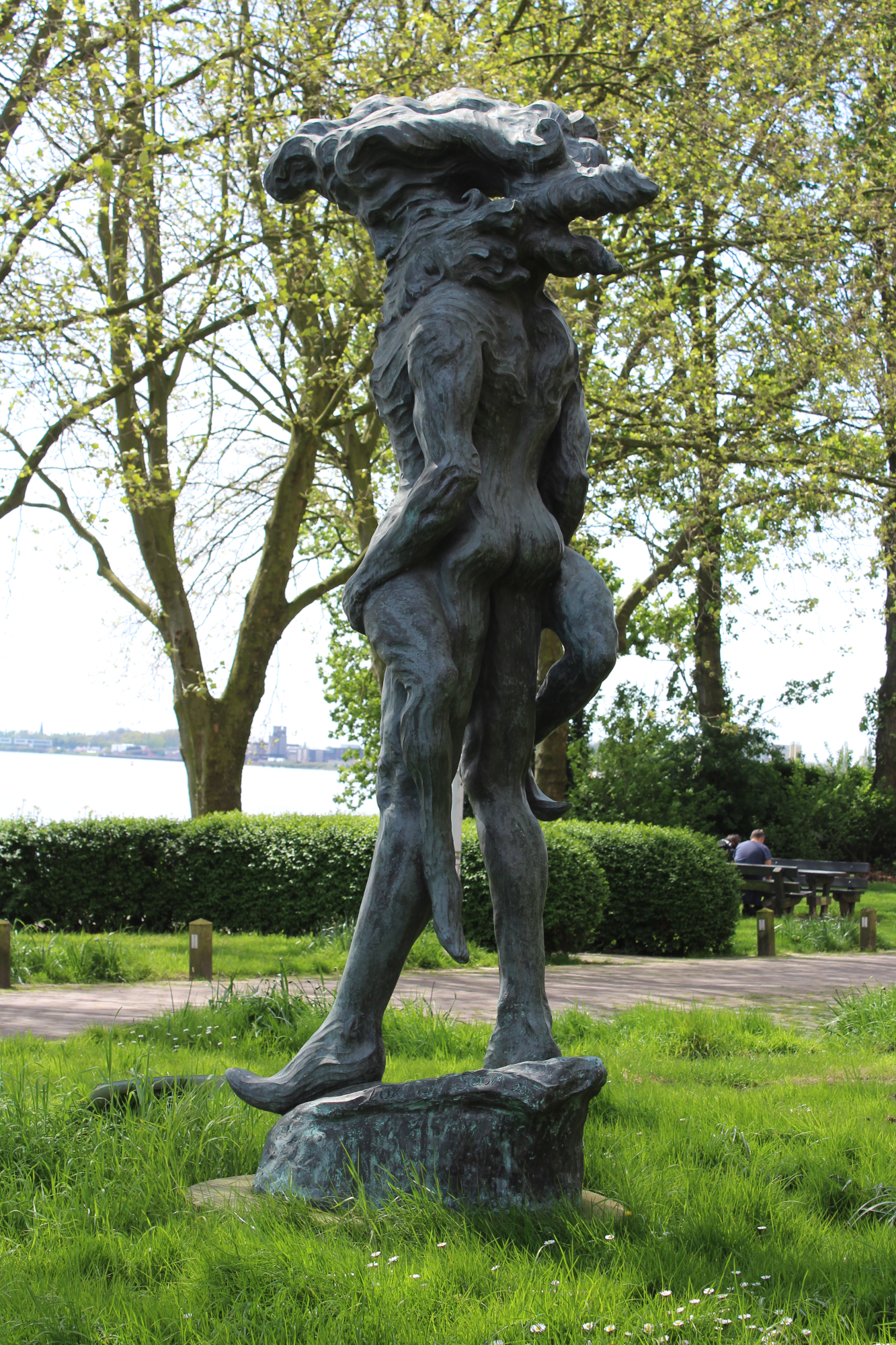
Adam en Eva van Luk Van Soom (zijaanzicht)
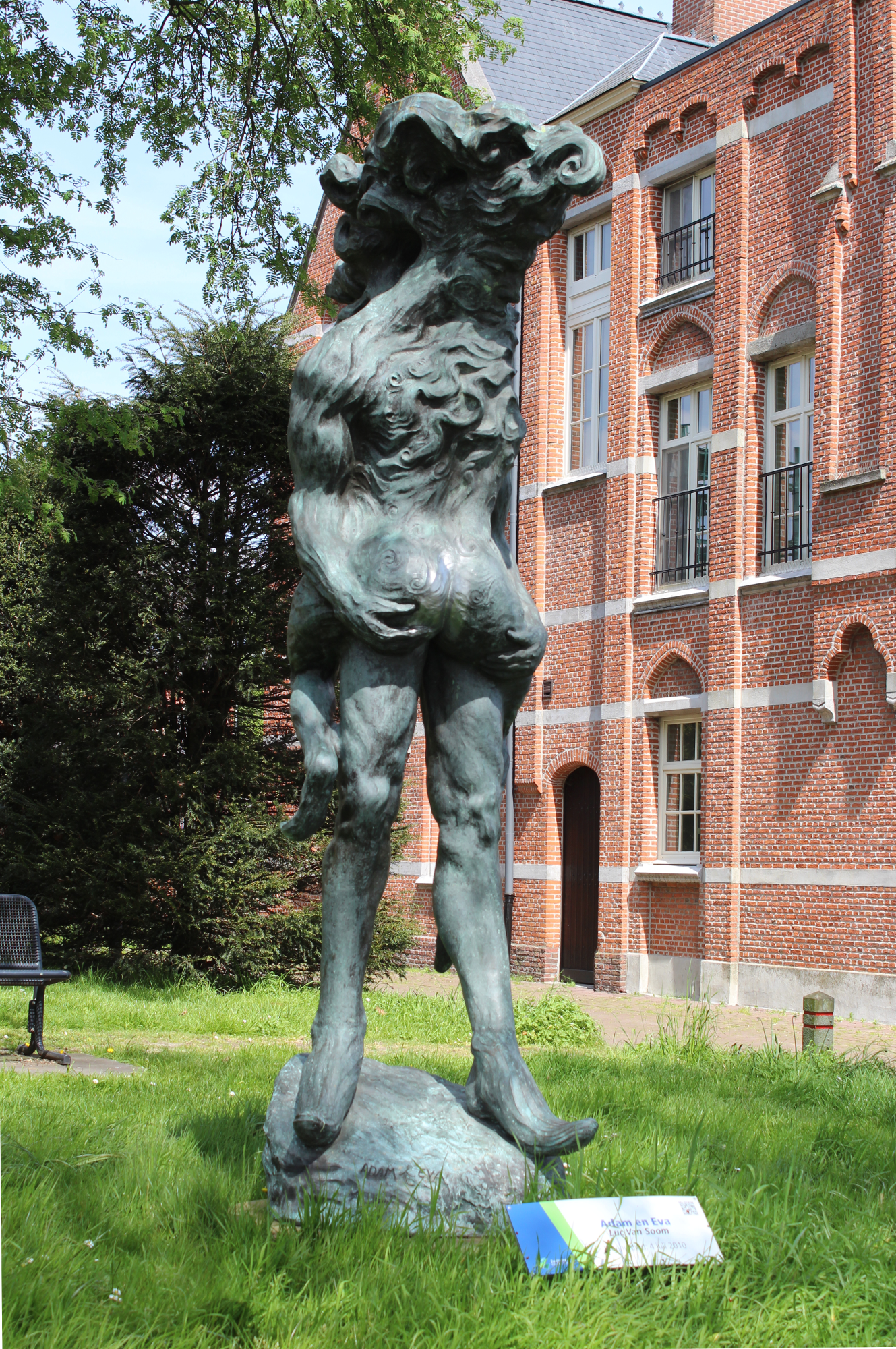
Adam en Eva van Luk Van Soom
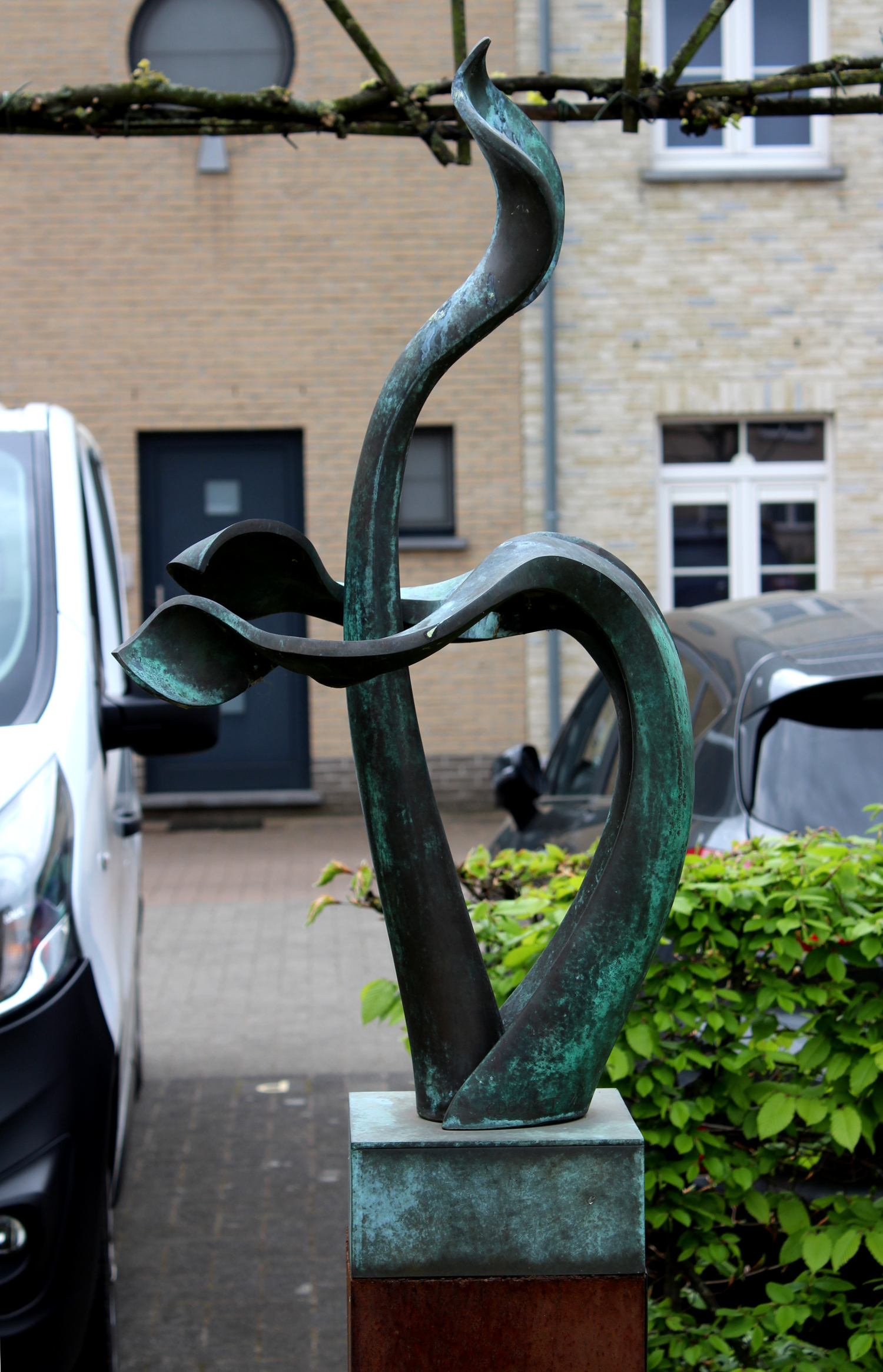
Phoenix van Etienne Desmet
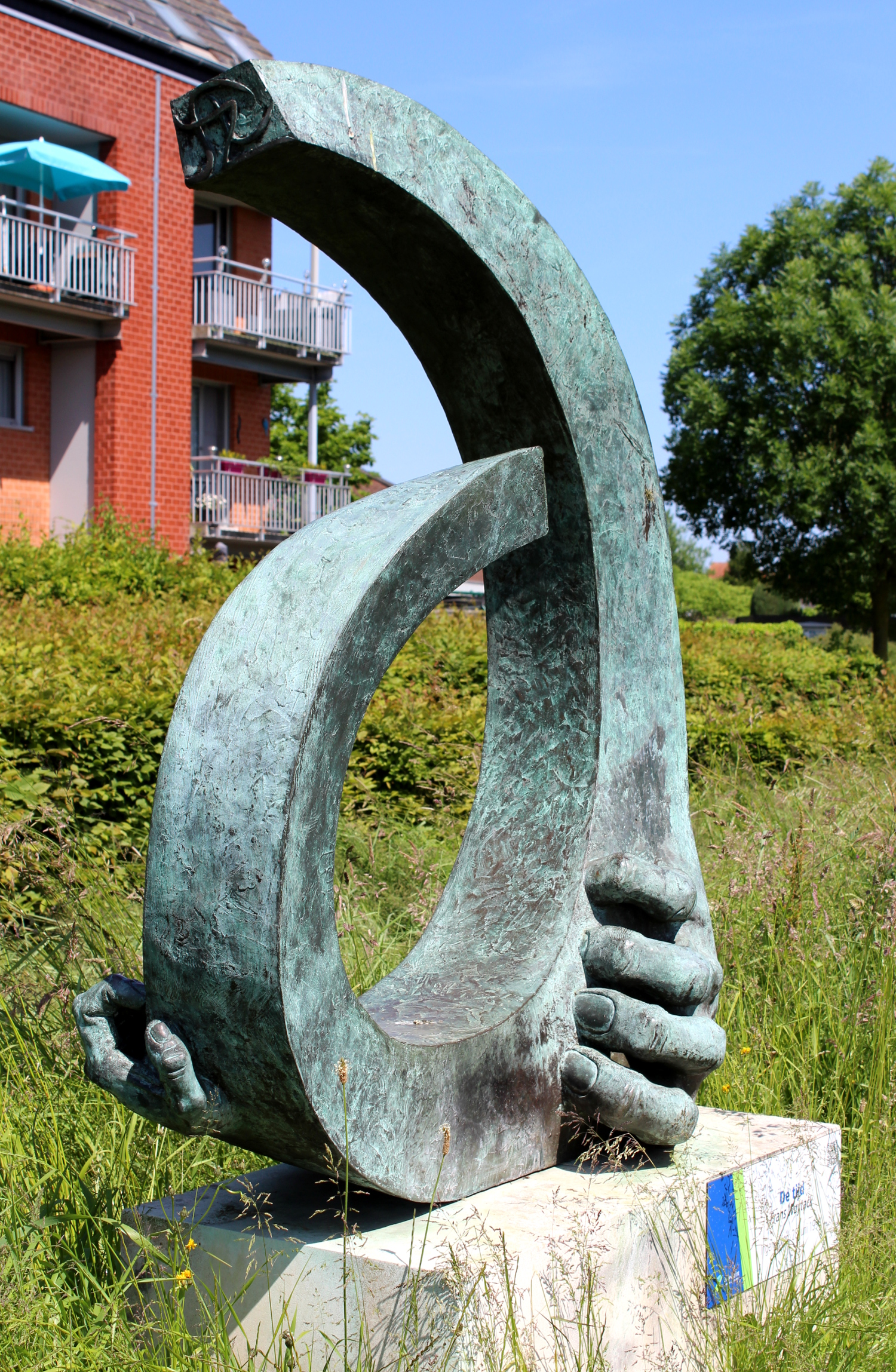
De tijd van Frans Wuytack
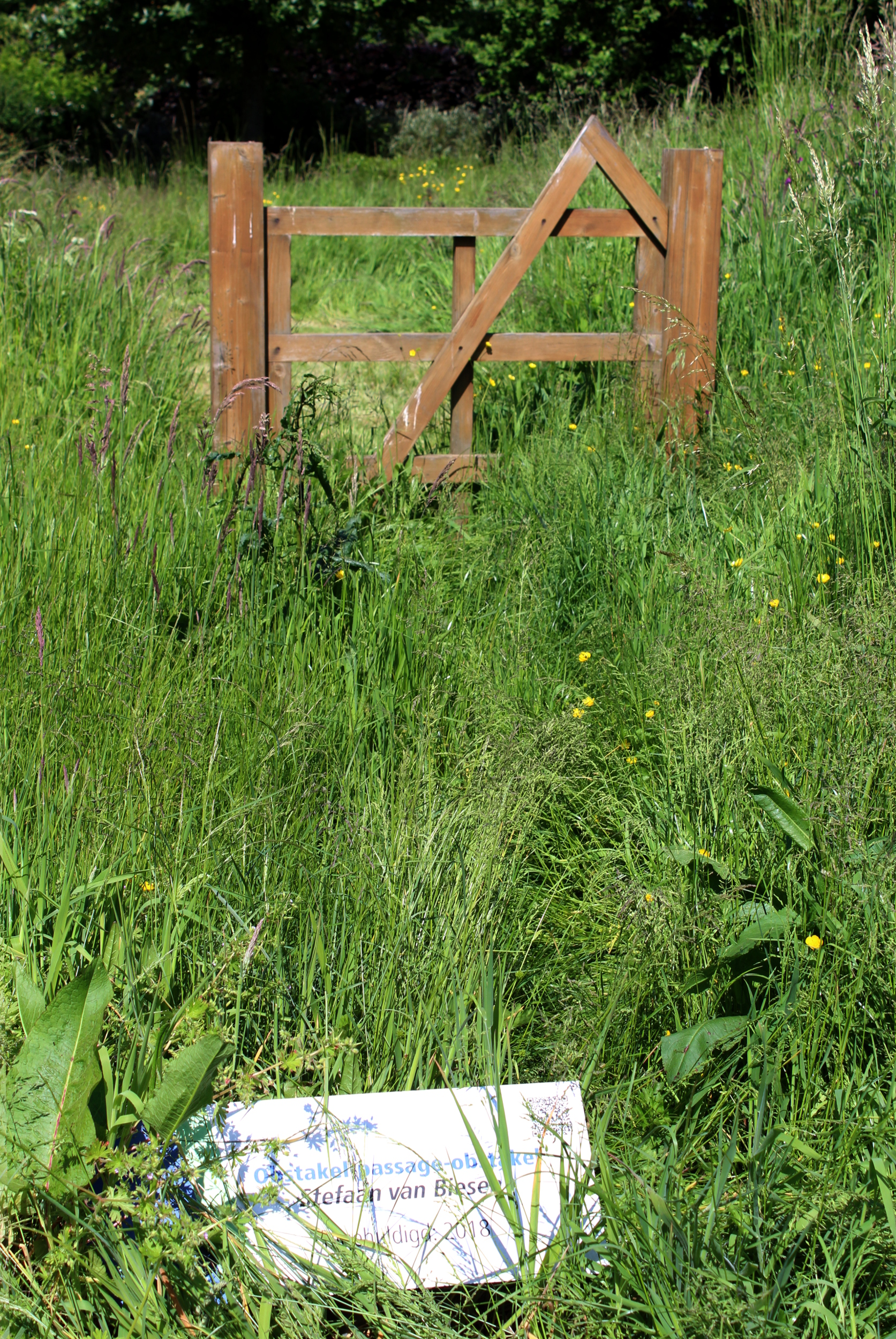
Obstakel-Passage-Obstakel van Stefaan van Biesen